# Melanargia gailardi
Melanargia gailardi är en fjärilsart som beskrevs av Reverdin 1929. Melanargia gailardi ingår i släktet Melanargia och familjen praktfjärilar. Inga underarter finns listade i Catalogue of Life.